# Platytachina angustifrons
Platytachina angustifrons là một loài ruồi trong họ Tachinidae.